# Skłudzewo
Skłudzewo is een plaats in het Poolse district  Toruński, woiwodschap Koejavië-Pommeren. De plaats maakt deel uit van de gemeente Zławieś Wielka en telt 238 inwoners.